# Pseudosinella encrusae
Pseudosinella encrusae is een springstaartensoort uit de familie van de Entomobryidae. De wetenschappelijke naam van de soort is voor het eerst geldig gepubliceerd in 1969 door Hermann Gisin (gestorven in 1967) en Maria Manuela da Gama. Deze troglobiet is in 1920 aangetroffen in een grot in de buurt van Tortosa (Spanje). Ze is 1,2 tot 1,4 mm lang en heeft 5+5 ogen.